# Collin Shirley
Collin Shirley (ur. 16 marca 1996 w Saskatoon) – kanadyjski hokeista.
Hokeistkami zostały także jego siostry Sophie (ur. 1999) i Grace (ur. 2001).

## Kariera
- Saskatoon Blazers U18 AAA (2010-2012)
- Kootenay Ice (2012–2013)
- Kamloops Blazers (2013–2017)
- Saskatchewan Huskies (2017–2020)
- Eston Ramblers (2020/2021)
- Allen Americans (2021)
- Cracovia (2021-2022)
- Újpesti TE (2022-)

Przez pięć sezonów grał w juniorskiej lidze WHL w ramach rozgrywek CHL, najpierw w barwach Kootenay Ice, a od października 2013 w Kamloops Blazers, i w tym klubie w ostatnim sezonie był kapitanem drużyny Kamloops Blazers. Uczestniczył w turnieju mistrzostw świata do lat 17 edycji 2013. Od 2017 przez trzy lata grał w barwach drużyny uczelnianej Saskatchewan Huskies z University of Saskatchewan. W sezonie 2020/2021 grał w barwach Eston Ramblers w lidze Sask Valley Hockey League (SVHL) oraz od kwietnia 2021 w Allen American w ECHL. W sierpniu 2021 ogłoszono jego transfer do Cracovii w rozgrywkach Polskiej Hokej Ligi. W lipcu 2022 został zawodnkiem węgierskiego klubu Újpesti TE.

## Sukcesy
Klubowe
- Puchar Polski: 2021 z Cracovią
- Puchar Kontynentalny: 2022 z Cracovią

Indywidualne
- Western Hockey League (2015/2016): drugi skład gwiazd (Zachód)
- USports (2019/2020): drugi skład gwiazd (Zachód)
- Puchar Kontynentalny 2021/2022#Superfinał: zwycięski gol w drugim meczu Cracovia - Aalborg Pirates 4:0[9]